# Марагаты
Марага́ты (также марагатос; исп. maragato) — небольшая по численности cубэтническая группа леонцев, населяющая горные районы исторической области Леон в Испании. В прошлом была изолированной группой, представители которой в основном выполняли работу погонщиков мулов, разносчиков, бродячих торговцев. Их потомки живут в Аргентине (известны как основатели города Кармен-де-Патагонес). В бытовом общении пользуются местными говорами леонского языка. Также название «марагаты» может относиться ко всему населению комарки Марагатерия, расположенной на юго-западе провинции Леон.

## Социальная изоляция
По социальному положению и отчасти по типу хозяйствования, которые ранее характеризовали марагатов, они схожи с субэтническими общностями пасиего (пасьего, пасьегос) (от названия реки Пас) и монтаньесов (от исп. montaña «гора») — в горной Кантабрии, а также вакейро (вакейро де альсада) — в горных районах Западной Астурии. В прошлом марагаты, как и пасиего, монтаньесы и вакейро, подвергались дискриминации со стороны своих соседей, занимающихся земледелием. Это выражалось в запрете на браки с марагатами, в запрете на посещение школ их детьми, в запрете на участие в праздничных шествиях и т. п. Обособленный образ жизни марагатов был причиной архаичности их культуры, отсталости и даже нищеты. Помимо прочего для марагатов был предусмотрен особый вход в церковь и особое (непрестижное) место в церкви. При этом дискриминацию в религиозном отношении соседи марагатов объясняли тем, что считали их потомками мавров (мусульман) — название «марагаты» якобы означало «уподобившийся мавру» (лат. mauricatus). Избегание марагатов отчасти основывалось на предрассудках окружающего леонского населения, связанных с приписываемыми представителям марагатской общности «магическими способностями».
Впервые о марагатах широкая общественность Испании узнала в начале XX века после публикации романа К. Эспины «Марагатский сфинкс» (1914).

## Традиционный костюм
Марагаты в народных костюмах.
- Фестиваль в Асторге (2008)
- Фестиваль в Асторге (2008)
- Фестиваль в Асторге (2008)
- Скульптура в Луйего
- Марагаты
- Марагаты из Асторги[~ 4]
- Марагаты (1902)
- Марагаты
- Марагат из окрестностей Асторги (1848)
- В музее Замка Хавьер

Марагатерия является одним из немногих регионов Испании, в котором народные костюмы были не только праздничной, но и повседневной одеждой вплоть до второй половины XX века.